# Eduardo Guardia
Eduardo Refinetti Guardia (São Paulo, 19 de janeiro de 1966 – São Paulo, 11 de abril de 2022) foi um economista brasileiro. Foi  ministro da Fazenda do Brasil em 2018; secretário executivo do Ministério da Fazenda entre 2016 e 2018 e secretário do Tesouro Nacional no início da década de 2000. Além da carreira política, entre 2010 e 2016, dirigiu a BM&FBovespa (atual B3) e, desde fevereiro de 2019, era  sócio e presidente-executivo da gestora de investimentos BTG Pactual Asset Management.

## Formação e trajetória profissional
Nascido em São Paulo, formou-se em Economia pela Pontifícia Universidade Católica de São Paulo (PUC-SP). Obteve seu mestrado pelo Instituto de Economia (IE) da Universidade Estadual de Campinas (Unicamp) defendida no ano de 1992, com o título de "Orçamento publico e política fiscal: aspectos institucionais e a experiência recente - 1985/1991".
Posteriormente, obteve seu doutorado em Economia pelo Instituto de Pesquisas Econômicas da Faculdade de Economia, Administração e Contabilidade da Universidade de São Paulo (FIPE/USP). Iniciou sua carreira como docente, atuando no Departamento de Economia da Faculdade de Economia, Administração, Contabilidade e Atuária da PUC-SP.
Entre os anos 1990 e 2000, o economista foi secretário da Fazenda do Governo do Estado de São Paulo. Também atuou como chefe da Assessoria Econômica do Secretário-Adjunto da Secretaria da Fazenda, Assessor do Secretário do Planejamento e Pesquisador da Área Fiscal do Instituto de Economia do Setor Público da Fundação para o Desenvolvimento Administrativo (IESP/FUNDAP) de São Paulo.
No inicio de 2002, foi nomeado secretário adjunto do Tesouro Nacional e, em maio daquele ano, foi nomeado secretário do mesmo órgão. Paralelamente, atuou como secretário-adjunto de Política Econômica do Ministério da Fazenda, Secretário-Adjunto da Secretaria de Política Econômica e Assessor do Ministro do Planejamento.
Foi diretor-executivo de Produtos da B3, entre 2010 e 2016, quando foi indicado para assumir cargo no Ministério da Fazenda. Em junho de 2016, o então ministro da Fazenda, Henrique Meirelles, nomeou Eduardo Guardia para o cargo de secretário-executivo da Fazenda. No mesmo período, assumiu a presidência do conselho do Banco do Brasil, onde permaneceu até abril de 2017.
O economista era conhecido no meio político por sua rigidez quanto ao controle das despesas e nas políticas de ajuste fiscal. O que levou a ser reconhecido pelo perfil técnico e por sua conduta séria. Ao longo de sua experiência no governo federal, Eduardo Guardia recebeu a reputação de austero e, durante o governo Michel Temer, a alcunha de "Sr. Não", por atuar em prol da redução de gastos para possibilitar futuras reformas.
Com a saída de Guardia do cargo de secretário-executivo, em seu lugar assumiu Ana Paula Vescovi, que anteriormente havia sido secretária do Tesouro Nacional.

## Ministério da Fazenda
Em abril de 2018, após Meirelles deixar do cargo de ministro da Fazenda para disputar as eleições presidenciais, Guardia foi nomeado como o seu substituto. O novo ministro da Fazenda teve o desafio de comandar a pasta num cenário econômico adverso, em que o país se recuperava da crise econômica de 2014 e em que vigorava uma situação de restrição fiscal em virtude do teto de gastos públicos.

## BTG Pactual
Em fevereiro de 2019, o banco BTG Pactual anunciou que o ex-ministro da Fazenda Eduardo Guardia havia se tornado sócio e presidente executivo de sua gestora de investimentos BTG Pactual Asset Management. Guardia foi nomeado e assumiu o cargo em julho do mesmo ano.
Roberto Sallouti, CEO do BTG Pactual, disse, em nota, que Eduardo Guardia possui uma trajetória de muito sucesso nos setores público e privado e reconhecida liderança com experiência única em áreas como economia, investimentos e gestão.

## Morte
Eduardo Guardia morreu aos 56 anos em São Paulo em razão de um câncer no cérebro. Deixou a esposa, Maria Lúcia. O economista não tinha filhos.